# Mus caroli
Mus caroli (Bonhote, 1902) è un roditore della famiglia dei Muridi diffuso in Estremo Oriente.

## Descrizione

### Dimensioni
Roditore di piccole dimensioni, con la lunghezza della testa e del corpo tra 72 e 95 mm, la lunghezza della coda tra 75 e 95 mm, la lunghezza del piede tra 15 e 19 mm, la lunghezza delle orecchie tra 12 e 14 mm e un peso fino a 19,5 g.

### Aspetto
La pelliccia è ruvida. Le parti superiori variano dal marrone brillante al grigio-brunastro, mentre le parti inferiori sono bianche, con la base dei peli grigia. Le zampe variano dal grigio scuro al bianco. La coda è lunga quanto la testa ed il corpo, grigio scura sopra, biancastra sotto. Il cariotipo è 2n=40 FN=40.

## Biologia

### Comportamento
È una specie notturna e terricola.  Costruisce nidi in buche nel fango, che possono essere rintracciate dalla presenza di tumuli di terra davanti all'entrata.

### Alimentazione
Si nutre di parti vegetali e insetti.

## Distribuzione e habitat
Questa specie è diffusa in Cina e Indocina. Si trova anche sull'isola di Okinawa e probabilmente è stata introdotta nella Penisola malese, Sumatra, Giava, Madura e Flores.
Vive nei prati, boscaglie ma anche in colture come le risaie.

## Tassonomia
Sono state riconosciute 2 sottospecie:
- M. c. caroli: Province cinesi del Fujian, Guangdong, Guangxi, Guizhou, Yunnan, Hainan, Taiwan; Hong Kong, Laos, Myanmar, Thailandia, Cambogia e Vietnam; Isola di Okinawa;
- M. c. ouwensi (Kloss, 1921): Penisola malese, Sumatra, Giava, Madura, Flores.

## Conservazione
La IUCN Red List, considerato il vasto areale, la popolazione numerosa, la presenza in diverse aree protette, la tolleranza alle modifiche ambientali e l'assenza di reali minacce, classifica M.caroli come specie a rischio minimo (Least Concern).